# Чемберс, Джим
Джим Че́мберс (англ. Jim Chambers, род. 7 февраля 1958 года) — английский профессиональный снукерист и игрок в английский бильярд.

## Карьера
В 1985 году Чемберс, будучи любителем, выиграл турнир Pontins Open, обыграв в финале Джона Пэррота со счётом 7:6. Профессиональная снукерная карьера для него началась двумя годами позже, в 1987, тогда же он попал в мэйн-тур. В свой дебютный сезон Джим вышел в 1/16 финала Гран-при, но затем уступил Стивену Хендри, 1:5. Этот турнир стал для Чемберса одним из самых успешных: ещё три раза подряд (с 1989 по 1991) он достигал его финальной стадии, хотя в итоге неизменно проигрывал в 1/16-й.
За свою снукерную карьеру Чемберс ни разу не вышел в основную стадию чемпионата мира. В 1997 году он перестал участвовать в мэйн-туре, и в то же время начал работать в World Snooker в качестве члена администрации (точнее — совета директоров). На этом посту Джим пробыл до 2002 года, и с его участием за это время прошло несколько примечательных событий — в частности, он был назначен председателем судебной комиссии по расследованию о действиях руководства WPBSA, а именно — Рекса Уильямса и Рэя Риардона.
Примечательно, что Чемберс играл на довольно высоком уровне не только в снукер, но и в английский бильярд.